# Skarbroit (tućanit)
Skarbroit (eng. scarbroite) je mineral iz skupine karbonata.  Dobio je ime po gradu Scarborough u Engleskoj. Osim u Engleskoj, skarbroit se može pronaći u Italiji, Kanadi, Crnoj Gori. Formula skarbroita glasi Al5(CO3)(OH)13•5(H2O). Šezdesetih godina prošlog stoljeća hrvatski fizikalni kemičar Miroslav Karšulin je opisao mineral kojeg je nazvao tućanit. Tućanit je nazvao prema prof. dr. Franu Tućanu, hrvatskom mineralogu i petrografu. Za tućanit se smatralo kako je sastavni dio boksita, i kao takav je predstavljen na simpoziju o boksitima, oksidima i hidroksidima aluminija, u organizaciji Jugoslavenske akademije znanosti i umjetnosti od 1.10. – 3.10.1960. godine. Fleischer je 1965. godine ustvrdio kako je tućanit zapravo mineral skarbroit, djelomično dehidriran. Ovu teoriju je potvrdila i Bonštedt-Kupletskaja 1965. godine.

## Kemijska svojstva
Kemijska formula skarbroita/tućanita je Al5(CO3)(OH)13•5(H2O). Prema kemijskoj analizi dr. R. A. Chalmersa kemijski sastav skarbroita/tućanita je sljedeći (mas. %): SiO2 3,2, Al2O3 45,7, MgO 0,1, Na2O 1,7, K2O 0,2, H2O 37,9, SO3 1,8, CO2 7,9. Jedini kation koji je prisutan u dovoljnoj količni da bi se povezao s CO3 je Al3+, stoga skarbroit pripada aluminijskim karbonatima, Duffin i Goodyear, (1960.). Autori navode i sljedeće; ako se SiO2 nalazi u obliku kvarca i u obzir se uzimaju akcesorni minerali koji se nalaze u obliku primjesa, tada je empirijska formula skarbroita sljedeća: Al2(CO3)312,9*Al(OH)15,6*H2O.

## Struktura
Pri usporedbi praha skarbroita koji je rendgenski slikan odmah nakon mrvljenja i onog koji je proveo nekoliko tjedana na sobnoj temperaturi, Duffin i Goodyear (1960.) su zaključili kako postoji nekoliko faza. Prva faza, nazvana hidroskarbroit, spontano dehidrira i prelazi u drugu fazu, skarbroit. Ovaj proces, koji je nereverzibilan, može se ubrzati zagrijavanjem hidroskarbroita na 40°C u trajanju od jednog do dva sata. Daljnjim zagrijavanjem skarboita pojavljuje se nova faza na 130°C, metaskarbroit, koja je stabilna do 230°C. Duffin i Goodyear (1960.) su odredili parametre ćelije skarbroita kao sljedeće: a=9,94, b=14.88, c=26.47, α=98,7, β=96.5, γ = 89,0, Z=4. Mineral pripada triklinskom sustavu. Autori su hipotetski odredili i građu skarbroita. Skarbroit je prema njima građen od slojeva Al(OH)3 između kojih se nalaze slojevi Al2(CO3)3, kao i molekule vode. Brindley (1980.) navodi kako je moguće da je skarbroit (Al5(CO3)(OH)13•5(H2O)) dioktaedarski analog hidrotalkita (Mg6Al2(OH)16[CO3]•4H2O), s time da hidroksidni slojevi zamjenjuju trioktaedrijske slojeve, što se može uočiti i u njihovim formulama.

## Fizička svojstva
Kod istraživanja sekundarnih aluminijskih minerala od strane C. Alabastera (1990.) u okolici Bristola zapaženo je nekoliko oblika pojavljivanja skarbroita. Uzorci skarbroita uzeti iz mjesta East Harptree i Hampstead Farm Quarry su vrlo slični. Pojavljuju se obliku masivnih, kompaktnih, bijelih sitnozrnatih ispuna šupljina, promjera do 4 cm, te u tankim žilama mineraliziranih konglomerata. Veći uzorci skarbroita sastoje se od čvrsto upakiranih manjih kuglica međusobno odvojenih diskontinuiranim pelikulama sastavljenih od kaolinita, alofana, haloazita i crvene gline. U mjestu Hamspstead Farm Quarry mogu se pronaći i dobro kristalizirani uzorci skarbtoita prisutni kao ispune šupljina u gornjim dijelovima oksidiranih sulfidnih žila. Skarbroit se ovdje pojavljuje i u obliku rahlih agregata sastavljenih od mikrosfera izgrađenih od tabularnih i rompskih kristala. Relativna gustoća minerala određena pomoću piknometra iznosi 2,0, g/cm3, a ona dobivena floatacijom u mješavini metilnen jodida-etil jodida iznosi 2,01±0,01 g/cm3, Duffin i Goodyear (1960.).King (1982.) navodi kako skarbroit pronađen u Scarboroughu je bijele boje, ima zemljasti sjaj, kada je osušen ima malu čvrstoću, pa se može mrviti pod prstima. Ima školjkasti lom.

## Optička svojstva
Optičko istraživanje minerala skarbroita koje su uradili Brindley i Comer (1960.) napravljeno je pomoću elektronskog mikroskopa.   Kristali skarbroita promatrani ispod mikroskopa imaju obrise rombova s oštrim kutom od 66±1° i tupim kutom od 113±1°. Debljina kristala varira od 0,01-0,05 μm. Duffin i Goodyear (1960.) navode kako je skarbroit previše sitnozrnast za detaljnu optičku analizu, međutim uspješno su odredili indeks loma koji iznosi 1,509.

## Lokaliteti pojavljivanja
Prirodna nalazišta skarbroita nalaze se u Engleskoj, u mjestima Scarborough, North Yorkshire, East Harptree, Hampstead Farm Quarry, Weston Favell.  Pronađen je i kraj Nikšića u Crnoj Gori, u okolici Muskiki jezera, u Saskatchewan provinciji, Kanada, te Italiji.

## Vanjske poveznice
1. Scarbroite mineral data
2. Scarbroite